# Pastor Micha Ondó Bile
Pastor Micha Ondó Bile (Nsinik Sawong, Guinea Espanyola, 1952) és un polític equatoguineà, l'actual Ministre d'Afers Exteriors i de Cooperació Internacional de Guinea Equatorial de febrer de 2003 fins a 2012. Prèviament hi havia exercit com a Representant Permanent de Guinea Equatorial davant les Nacions Unides; va ser també, ambaixador del seu país als Estats Units i Espanya.
Va realitzar una mestratge en Enginyeria del Petroli a Ucraïna en 1982.
És membre del Partit Democràtic de Guinea Equatorial (PDGE), i fou nomenat com a Ministre de Relacions Exteriors, Cooperació Internacional i Francofonia, l'11 de febrer de 2003.